# Bauhaus-Galan 2024
Il Bauhaus-Galan 2024 è stato la 58ª edizione dell'annuale meeting di atletica leggera, settima tappa del circuito Diamond League 2024. Le competizioni hanno avuto luogo il 2 giugno 2024, presso lo Stadio Olimpico, a Stoccolma, in Svezia.

## Programma[1]
| # | Orario | Specialità         |
| - | ------ | ------------------ |
| 1 | 17:15  | 400 metri piani    |
| 2 | 17:27  | Salto con l'asta   |
| 3 | 17:31  | 1500 metri piani   |
| 4 | 18:04  | 400 metri ostacoli |
| 5 | 18:39  | 3000 metri piani   |
| 6 | 18:55  | Lancio del disco   |
| 7 | 19:00  | 100 metri piani    |
| 8 | 19:11  | 3000 metri siepi   |
| 9 | 19:52  | 800 metri piani    |

| # | Orario | Specialità         |
| - | ------ | ------------------ |
| 1 | 16:35  | 400 metri piani    |
| 2 | 17:20  | Getto del peso     |
| 3 | 17:25  | Salto in alto      |
| 4 | 17:46  | 800 metri piani    |
| 5 | 18:15  | 100 metri piani    |
| 6 | 18:23  | 1500 metri piani   |
| 7 | 18:32  | Salto triplo       |
| 8 | 19:32  | 400 metri ostacoli |
| 9 | 19:42  | 200 metri piani    |

     Specialità valide per la Diamond League

## Risultati
Di seguito i primi tre classificati di ogni specialità.

### Uomini
| Specialità       | 1º classificato    | Prestazione | 2º classificato | Prestazione | 3º classificato       | Prestazione |
| 100 m            | Emmanuel Eseme     | 10"16       | Kyree King      | 10"18       | Chituru Ali           | 10"19       |
| 400 m            | Quincy Hall        | 44"68       | Vernon Norwood  | 44"80       | Zakithi Nene          | 45"29       |
| 800 m            | Djamel Sedjati     | 1'43"23     | Bryce Hoppel    | 1'44"29     | Tshepiso Masalela     | 1'44"44     |
| 1500 m           | Robert Farken      | 3'33"53     | Luke McCann     | 3'33"66     | Federico Riva         | 3'33"87     |
| 3000 m           | Narve Gilje Nordås | 7'33"49     | Dominic Lobalu  | 7'33"68     | Luis Grijalva         | 7'33"96     |
| 400 m hs         | Alison dos Santos  | 47"01       | Kyron McMaster  | 48"05       | CJ Allen              | 48"12       |
| 3000 m siepi     | Lamecha Girma      | 8'01"63     | Samuel Firewu   | 8'05"78     | Mohamed Amin Jhinaoui | 8'10"41     |
| Salto con l'asta | Armand Duplantis   | 6,00 m      | Sam Kendricks   | 5,90 m      | KC Lightfoot          | 5,80 m      |
| Lancio del disco | Mykolas Alekna     | 68,64 m     | Matthew Denny   | 66,75 m     | Daniel Ståhl          | 66,10 m     |

     Prestazione che stabilisce il nuovo record del meeting.

### Donne
| Specialità     | 1º classificato         | Prestazione | 2º classificato         | Prestazione | 3º classificato    | Prestazione |
| 100 m          | Gina Bass               | 11"15       | Marie-Josée Ta Lou      | 11"16       | Brittany Brown     | 11"18       |
| 200 m          | Shericka Jackson        | 22"69       | Julia Henriksson        | 22"89       | Amy Hunt           | 22"92       |
| 400 m          | Alexis Holmes           | 51"18       | Zenéy Geldenhuys        | 52"12       | Sophie Becker      | 52"17       |
| 800 m          | Jemma Reekie            | 1'57"79     | Vivian Chebet Kiprotich | 1'58"64     | Eveliina Määttänen | 1'59"59     |
| 1500 m         | Laura Muir              | 3'57"99     | Edinah Jebitok          | 3'58"88     | Georgia Griffith   | 3'59"17     |
| 400 m hs       | Femke Bol               | 53"07       | Rushell Clayton         | 53"78       | Andrenette Knight  | 54"62       |
| Salto in alto  | Jaroslava Mahučich      | 2,00 m      | Imke Onnen              | 1,94 m =    | Iryna Heraščenko   | 1,94 m      |
| Salto triplo   | Leyanis Pérez Hernández | 14,67 m     | Shanieka Ricketts       | 14,40 m     | Thea LaFond        | 14,26 m     |
| Getto del peso | Chase Jackson           | 20,00 m     | Sarah Mitton            | 19,98 m     | Jessica Schilder   | 19,08 m     |

     Prestazione che stabilisce il nuovo record del meeting.